# Fiefs
Fiefs is een gemeente in het Franse departement Pas-de-Calais (regio Hauts-de-France) en telt 390 inwoners (2021). De plaats maakt deel uit van het arrondissement Arras.

## Geografie
De oppervlakte van Fiefs bedraagt 10,9 km², de bevolkingsdichtheid is 30,2 inwoners per km².
De onderstaande kaart toont de ligging van Fiefs met de belangrijkste infrastructuur en aangrenzende gemeenten.

## Demografie
Onderstaande figuur toont het verloop van het inwonertal (bron: INSEE-tellingen).